# Caterpie
Caterpie (japanski: キャタピー Kyatapī) jedan je od 1025 fiktivnih vrsta Pokémona iz medijske franšize Pokémon, skupa Pokémon videoigara, animiranih serija, manga stripova, knjiga, igraćih karata i drugih medija kojima je tvorac Satoshi Tajiri. Svrha je Caterpieja u videoigrama, animiranoj seriji i manga stripovima, kao i svrha ostalih Pokémona, borba s divljim Pokémonima – neukroćenim stvorenjima koje igrači i likovi pronalaze dok kreću na razne avanture – i pripitomljenim Pokémonima drugih Pokémon trenera.

## Etimologijaimena
Caterpiejevo ime dolazi od engleske riječi za gusjenicu, "caterpillar". Ime Caterpie odnosi se na čitavu vrstu ovog Pokémona, kao i pojedinačne primjerke vrste u Pokémon igrama, animiranoj seriji i manga stripovima. U beta verziji Pokémona, Caterpiejevo je ime glasilo Butterpie.
Caterpijevo japansko ime, Kyatapī, izvedenica je njegovog engleskog imena.

## Pokédex podaci
- Pokémon Red/Blue: Njegove kratke nožice na sebi imaju ljepljive jastučiće koji mu dopuštaju da se neumorno penje kosim zidovima.
- Pokémon Yellow: Ako netko dotakne ticala na njegovoj glavi, otpustit će odvratan miris kako bi se zaštitio.
- Pokémon Gold: Otpušta užasan miris iz ticala na glavi kako bi odvratio neprijatelje.
- Pokémon Silver: Njegove nožice imaju ljepljive jastučiće stvorene za priljepljivanje uz površinu. Neumorno se penje drvećem u potrazi za hranom.
- Pokémon Crystal: Puže među lišćem gdje se kamuflira među inim koji su jednake boje kao njegovo tijelo.
- Pokémon Ruby/Sapphire: Caterpie ima nevjerojatan apetit. Može proždrijeti lišće nekoliko puta veće od njega samog. Otpušta užasan miris iz svojih ticala.
- Pokémon Emerald: Njegov nevjerojatan apetit tjera ga na hranjenje lišćem većim od njega samog bez oklijevanja. Otpušta snažan miris iz svojih ticala.
- Pokémon FireRed: Prekriven je zelenom kožom. Kada odraste, presvlači svoju kožu, prekriva se svilom i postaje kukuljica.
- Pokémon LeafGreen: Njegove kratke nožice na sebi imaju ljepljive jastučiće koji mu dopuštaju da se neumorno penje kosim zidovima.
- Pokémon Diamond/Pearl/Platinum: Otpušta smrad iz crvenih ticala na glavi kako bi otjerao neprijatelje. Raste neprekidnim presvlačenjem kože.

## U videoigrama
Caterpie je prisutan u gotovo svim videoigrama. U igrama Pokémon Red, Blue, Yellow, FireRed i LeafGreen, Caterpie je sveprisutan u Viridian šumi, kao i određenim drugim dijelovima igre.
U igrama Pokémon Gold, Silver i Crystal također je uvijek prisutan u parku grada Goldenroda. U Gold i Silver verziji prisutan je unutar Illex šume, te na Stazama 2, 30, 31. U Crystal verziji prisutan je i na Stazama 25 i 25.

## Tehnike
| Prirodne tehnike              | Prirodne tehnike | Prirodne tehnike |
| ----------------------------- | ---------------- | ---------------- |
| Tehnika                       | Vrsta tehnike    | Razina           |
| Obaranje (Tackle)             | Normalni         |                  |
| Vlaknasti metci (String Shot) | Buba             |                  |
| Kukčev ugriz (Bug Bite)       | Buba             | 15               |

## Statistike
| HP:      | 45 |  |
| Attack:  | 30 |  |
| Defense: | 35 |  |
| Special: | 20 |  |
| SpAtk:   | 20 |  |
| SpDef:   | 20 |  |
| Speed:   | 45 |  |

Statistika Special korištena je samo tijekom prve generacije; kasnije je podijeljenja na Special Attack i Special Defense statistike.

## U animiranoj seriji
U Pokémon animiranoj seriji, Caterpie je bio prvi Pokémon kojeg je Ash Ketchum uhvatio. Ubrzo ga je upotrijebio u borbi protiv Pidgeotta (kojeg je kasnije uhvatio uz pomoć svoga Pikachua), no Pidgeotto ga je umalo pojeo zbog Pidgeottove prednosti nad njime, kao i činjenice da Caterpie mnogim Pokémon pticama služi kao plijen. Kasnije, unatoč njegovom lošem stanju, pomogao je Ashu u borbi protiv Tima Raketa koristeći Vlaknaste metke (String Shot), razvivši se pritom u Metapoda.
Prvi je Pokémon u animiranoj seriji koji se razvio na neuobičajen način, koristeći na sebi tehniku Vlaknastih metaka poput prave gusjenice, prekrivši svoje tijelo svilom i razvivši se pritom u Metapoda.
Caterpie se pojavljuje tijekom epizode Caterpie's Big Dilemma. Pripadao je mladom treneru Xanderu. Pojevši osnažene Rijetke slatkiše (Rare Candy) doktora Gordona, Caterpie je izrastao do golemih dimenzija. Naposljetku se razvio u izuzetno velikog Butterfreeja.